# Pleione × taliensis
Pleione × taliensis är en hybrid i släktet Pleione och familjen orkidéer. Den är en hybrid mellan P. bulbocodioides och P. yunnanensis och beskrevs av Phillip James Cribb och Ian Butterfield.

## Utbredning
Hybriden återfinns i västra Yunnan i Kina.